# Упреждающая журнализация
Упреждающая журнализация — техника для обеспечения атомарности и устойчивости баз данных — двух ключевых ACID-свойств посредством ведения отдельного от базы данных журнала предзаписи (англ. write-ahead log), в котором информация об изменениях в базе данных вносится и фиксируется перед записью в базу данных.
В журнал могут вноситься записи как для осуществления повтора операции (redo), так и отмены (undo), могут вестись оба вида записей. В случае неожиданного перезапуска системы управления базами данных (например, из-за сбоя по питанию), журналирование позволяет установить, не была ли прервана какая-либо операция, и основываясь на этом завершить операцию, или произвести необходимые действия по отмене частичных изменений.